# Yukika Teramoto
Yukika Teramoto (寺本 來可,Teramoto Yukika, nascida em 16 de fevereiro de 1993), também chamada como Yukika(em coreano:유키카; em japonês: ユキカ), é uma cantora japonesa e atriz expatriada na Coréia do Sul. Ela também foi modelo e dubladora.
Após conseguir passar em um teste para modelar para uma revista chamada Nicola em 2006, Teramoto continuou na profissão até 2009. Em 2007 estreou como atriz no programa de televisão baseado nas histórias em quadrinhos ChocoMimi. De 2009 a 2012, dublou diversos animes e jogos de video-game, sendo os mais notáveis Rouge Clafoutis de Dog Days, Chiri Nakazato de Seitokai Yakuindomo, e Kaname Nonomiya de Gal Gun.
Após uma pausa em 2012 devido aos estudos da faculdade, Yukika retornou ao entretenimento em 2015. Em 2016, a artista atuou no dorama The Idolmaster KR e entrou no grupo de k-pop Real Girls Project, elevando sua carreira na Coréia do Sul. Em 2019 lança seu primeiro single solo em coreano, "Neon". Em julho de 2020 Yukika estreia seu primeiro álbum de estúdio, Soul Lady.
Em 31 de Dezembro de 2023 ela anunciou que estava esperando seu primeiro filho.